# Verkehrsdienst
Ein Verkehrsdienst ist eine Dienstleistungseinrichtung im Verkehrswesen.
Allgemein sind alle Haupt-, Hilfs- oder Nebendienste im Verkehrswesen gemeint, zum Beispiel die klassischen Transportdienste, Instandsetzungsdienste, verkehrsvorbereitende und -nachbereitende Dienste (Logistik: Umschlag, Lagerung), verkehrsbegleitende oder koordinierende Dienste (Makler, Reiseveranstalter, Spedition).
Spezielle Dienste:
- Autobahnnothilfe von privaten Trägern und Vereinen, wie zum Beispiel dem Verkehrsdienst Hessen e. V., dem Verkehrsdienst Rhein-Main e. V., dem Verkehrsdienst Mitte IG, der Kraftfahrer Unfallhilfe e. V., dem Verkehrsdienst Nord e. V., dem Verkehrsdienst Süd e. V. und dem Verkehrsdienst Württemberg e. V. Diese Vereine haben es sich zum Ziel gemacht, für mehr Sicherheit im Straßenverkehr zu sorgen. Hierbei werden Bereitschaftsdienste entlang verschiedener Autobahnen und Autobahnabschnitten geleistet, um bei Unfällen, Staus und Gefahrenstellen rasch Absicherungsmaßnahmen durchzuführen.
- Verkehrsdienstleistung im eigentlichen Sinne: die Dienstleistung des Transports von Personen oder Gütern.
- Verkehrslagedienst (Verkehrsinformationsdienst): Dienste, die Informationen über die aktuelle Verkehrslage (Aufkommen, Behinderungen, Stau) über Fernsehen, Radio, Funk, Telefon, Internet und andere Medien zur Verfügung stellen.
- Organisationen innerhalb der Verkehrspolizei. Diese führen etliche Dienste durch, die mit dem Thema Verkehr zu tun haben: Geschwindigkeitsmessungen, Lenkzeitenkontrolle, Ladungssicherheit, Verkehrserziehung, Aufnahme und Verfolgung von Verkehrsunfällen und etliche andere Tätigkeiten (vgl. Verkehrsüberwachung).
- Bereich in einem Verkehrsunternehmen, dem die eigentliche Verkehrsabwicklung obliegt (Vorbereitung, Durchführung und Beendigung des Verkehrsprozesses). So gibt/gab es bei Eisenbahnunternehmen u. a. den Bereich Betriebs- und Verkehrsdienst (neben den Bereichen Maschinenwirtschaft, Wagenwirtschaft, Bahnanlagen, Sicherungs-, Fernmelde- und Prozessautomatisierung).